# International Standard Identifier for Libraries and Related Organizations
El ISIL, International Standard Identifier for Libraries and Related Organizations (en español, Identificador Estándar Internacional de Bibliotecas y Organizaciones Relacionadas), ISO 15511, asigna un número único para cada biblioteca del mundo.
Cada ISIL es alfanumérico, con un máximo de 16 caracteres. Los símbolos válidos son A-Z, 0-9, barra y coma.
Un ISIL se compone de un prefijo, que identifica la autoridad que haya expedido el ISIL, un guion y luego un identificador emitido por dicha autoridad. Todos los prefijos de dos letras están reservados para la norma ISO 3166-1 alfa-2 sobre código de país, seguido por un identificador asignado para tal por la biblioteca nacional de cada país. También pueden asignarse identificadores a nivel global, que no están asociados a un determinado país, "oclc-", por ejemplo, para la OCLC. El sufijo es en general una forma preexistente, que ya utilizan las bibliotecas, por lo que el ISIL unifica los sistemas existentes en todo el mundo en vez de instituir un sistema completo desde cero.